# Director general
Directorul general (abreviat DG; în engleză: chief executive officer, abreviat CEO) este funcția cea mai înaltă din cadrul majorității organizațiilor, în special în companii. În alte organizații, funcția echivalentă este de președinte (într-o bancă, într-o televiziune, într-un partid politic, într-un club sportiv etc.), rector (într-o universitate), director (într-o instituție de învățământ preuniversitar) ș.a.m.d. Directorul general este un angajat (salariat) al organizației și face parte, împreună cu directorii adjuncți (vice-președinți, pro-rectori etc.), din managementul de vârf, acesta fiind responsabil pentru organizație în ansamblu și pentru activitatea managerilor de mijloc. La rândul său, DG răspunde în fața Consiliului de Administrație (CA).
În țările de limbă engleză, directorii se numesc și executive directors (sau executives), senior managers (sau seniors). În Regatul Unit se numesc și managing directors. Este de menționat faptul că, în multe cazuri, cuvântul englez director desemnează un membru al Consiliului de Administrație (engleză: Board of Directors), nu un director în sensul din română. În SUA au început relativ recent să se numească și manageri de nivel C (engleză: C-level managers), fiindcă au în denumire cuvântul Chief.
Ca termen generic, desemnând conceptul managerial, trebuie scris cu inițiale minuscule: director general (exemplu: „Cunosc mai mulți manageri generali”). Ca titulatură formală, desemnând o funcție oficială dintr-o organizație anume, trebuie scris cu inițiale majuscule: Director General (exemplu: „El ocupă funcția de Director General în această companie”).

## Relația dintre funcțiile de DG și Președinte CA
Consiliul de Administrație (abreviat CA; engleză: Board of Directors) este un organism care supraveghează managementul organizației, asigurându-se că ea acționează pentru satisfacerea intereselor acționarilor. CA nu este o componentă a organizației, ci un organism exterior, căruia organizația i se subordonează. Membrii CA (engleză: directors; a nu se confunda cu executive directors) sunt aleși sau numiți de către grupul de acționari și pot fi orice persoane, nu neapărat angajați ai organizației. Există (1) membri interni (engleză: inside directors), care sunt angajați (de regulă cu poziții ierarhice înalte), și (2) membri externi (engleză: outside directors), care nu sunt angajați ai organizației. În fruntea CA este funcția de Președinte al Consiliului de Administrație (abreviat PCA; engleză: Chairman of the Board) – așadar, DG este subordonat CA, iar CA are în frunte un PCA. Adesea persoana care ocupă funcția de PCA o primește și pe cea de DG. În Franța și Québec este chiar o regulă ca în companiile care au doar CA (franceză: Conseil d'Administration), nu și Consiliu de Supraveghere (franceză: Conseil de suveillance), aceste două funcții să fie îmbinate în cea de Președinte-Director General (abreviat PDG; franceză: Président-Directeur Général). Această practică a fost importată și în România, prin intermediul companiilor cu capital francez. Și în SUA PCA poate primi și funcția de DG, însă în general se preferă ca aceste două funcții să fie ocupate de persoane diferite, pentru a nu concentra puterea în mâinile unei singure persoane.